# مارچین نواک
مارچین نواک (لهستانی: Marcin Nowak؛ زادهٔ ۱۹۷۸ میلادی) تهیه‌کننده، کارگردان، متخصص جلوه‌های ویژه اهل لهستان است.
او در ساخت بازی‌های ویدئویی ویچر، ویچر ۲: قاتلین پادشاهان و دایینگ لایت نقش داشته‌است.